# سبتية (تعليم مسيحي)
تدعو السبتية إلى تعظيم السبت في المسيحية، وذلك اتساقًا مع ما أمرت به الوصايا العشر.
يُعتبر تخصيص يوم الأحد للعبادة والراحة شكلًا من أشكال سبتية اليوم الأول، وهو اتجاهٌ التزمت به تاريخيًا الطوائف المنشقة (البروتستانتية)، مثل الأبرشانية، والمشيخية، والميثودية، والمورافية، وجمعية الأصدقاء الدينية، والمعمدانية، بالإضافة إلى غالبية أتباع الكنيسة الأسقفية الأمريكية. بالنسبة لملتزمي سبتية يوم الأحد (سبتية اليوم الأول)، غالبًا ما يتمثّل تعظيم يوم الرب في حضور قدّاس العبادة الصباحية يوم الأحد، وتلقي التعليم الديني في مدارس الأحد، والإتيان بأعمال الرحمة (مثل التبشير بالإنجيل، وزيارة السجناء في السجون، وعيادة المرضى في المشافي)، وحضور قداس العبادة مساء الأحد، والامتناع عن التسوق يوم الأحد، والأفعال الدنيئة، وممارسة الرياضة، ومشاهدة التلفاز، وتناول الوجبات في المطاعم. يظهر تأثير سبتية اليوم الأول على الثقافة الغربية جليًا في القوانين الزرقاء.
أما سبتية اليوم السابع فهي حركة تتبنى تفسيرًا حرفيًا لوصية السبت التي تنص على العبادة والراحة يوم السبت، أي اليوم السابع من الأسبوع. يترك معمدانيو اليوم السابع معظم الإجراءات المتعلقة بتعظيم السبت إلى الالتزام الفردي. بالنسبة للأدفنتست (كنيسة سبتية اليوم السابع، وكنيسة عصا الراعي، وكنيسة الرب (اليوم السابع)، وغيرها) فهم يتبنّون آراءً مماثلة، بيد أنهم يلتزمون بالمدة الأصلية المنصوص عليها في الإنجيل، من غروب شمس يوم الجمعة حتى غروب شمس يوم السبت. تعظّم كنائس التوحيد الأرثوذكسية في إثيوبيا وإريتريا يوم السبت السابع، ويوم الأحد باعتباره يوم الرب. كما أن الكنيسة القبطية، وهي كنيسة أرثوذكسية شرقية، «تنصّ على استمرار اعتبار يوم السبت السابع، بالإضافة إلى يوم الأحد، يومًا للاحتفال الديني». وتشدد الكنيسة الأرثوذكسية الشرقية على أن السبت المقدس يُقام في يوم السبت. تضمّ سبتية اليوم السابع كذلك سبتيّي الحركة الخمسينية (كنيسة يسوع الحقيقي، وكنيسة جند الصليب)، والأرمسترونغية، والمتهوّدين المعاصرين (مثل حركة الجذور العبرية)، وغيرها من الكنائس.
تمتدّ جذور السبتية التاريخية إلى بواكير المسيحية، ثم إلى المسيحية الشرقية والمسيحية الكلتية، ثم إلى السبتية التطهيرية، التي وضعت الخطوط العريضة لتعاليم تقديس يوم الأحد، يوم الرب، مراعاة لمبادئ وصية السبت.
أما اللا سبتية فهي الاتجاه الذي يعارض مذهب السبتية بأكمله، ويقرر أن المسيحيين في حلٍّ من مثل هذه التكليفات المحددة. وتتبنّى اللا سبتية المبدأ في عقيدة الكنيسة المسيحية بأن الكنيسة ليست ملزمة بمثل هذا القانون أو الشريعة، إنما لها حرية تحديد مثل هذه التكاليف مكانًا وزمانًا، وتبنّي مبادئ السبت وفقًا لعقيدتها: تحديد يوم للراحة، من عدمه، وتحديد يوم للعبادة، من عدمه، سواء كان ذلك في يوم السبت أو يوم الأحد أو غيرهما. وتضم اللا سبتية بعض الكنائس غير الطائفية.

## نبذة تاريخية
درجت معظم الكنائس المسيحية، بما فيها الكنيسة الرومانية الكاثوليكية والكنائس الميثودية والكنائس البروتستانتية، على اعتبار أن الميثاق في العهد القديم يتألف من ثلاثة مكونات: احتفالية، وأخلاقية، وقضائية. وتعتبر أنه رغم إلغاء القوانين الاحتفالية والمدنية (القضائية)، فإن الميثاق الأخلاقي الوارد في الوصايا العشر ما يزال ملزِمًا للمؤمنين المسيحيين. من بين هذه الوصايا العشر، التي يؤمن اليهود والمسيحيون أنها مكتوبة بإصبع الرب، «اذكُر يوم السبت، لتقدسه».
ووفقًا لما جاء في العهد الجديد، بعد قيامة يسوع، ظهَر لحوارييه في اليوم الأول من الأسبوع (مُتّى 28:1، مرقس 16:2، لوقا 24:1، يوحنا 20: 1 – 19)، وأن الروح القدس أُرسل إلى الكنيسة في اليوم الأول من الأسبوع (الأحد الخمسين)، واحتفل الحواريون بالأفخارستيا وجمعوا في اليوم الأول من الأسبوع (سفر أعمال الرسل 20: 7، رسالة بولس الرسول الأولى إلى أهل كورنثوس 16: 1-2)؛ بالإضافة إلى ذلك، يُشار إلى اليوم الأول من الأسبوع باعتباره يوم الرب في سفر رؤيا يوحنا اللاهوتي 1: 10 –ومثّلت هذه الإشارات، بالنسبة للمسيحيين، أوامرَ إلهية لتعظيم يوم الرب وتتميمًا للشبات اليهودي، وهو التغيير الذي يعتقد هؤلاء المسيحيون أنه مذكورٌ في سفر إشعياء 65:17. وللتمييز بين العبادات التي تُقام في يوم السبت المسيحي وتلك التي تجري في الشبات اليهودي، كتب جوناثان إدواردز:

تكشف الدساتير الرسولية (380 ميلادية تقريبًا)، في الجزء الثاني، أن الكنيسة الأولى قدّست يوم السبت السابع، الذي يُحتفل به يوم السبت، وكذلك يوم الرب، الذي يُحتفل به في اليوم الأول (الأحد): «احتفلوا بيوم السبت وعيد الرب، لأن الأول هو تذكرةٌ بالخلق، والثاني تذكرةٌ بالقيامة». يكرر الجزء السابع التأكيد على هذا:
لا تهملوا أنفسكم، ولا تحرموا مخلّصكم من أتباعه، ولا تجزّؤوا جسده ولا تفرّقوا أتباعه، ولا تفضّلوا أحداث هذه الحياة على كلمة الرب؛ بل اجتمعوا كل يوم، صباحًا ومساءً، وترنّموا بالمزامير وصلّوا في بيت الرب: في الصباح مترنّمين بالمزمور الثاني والستين، وفي المساء المزمور المئة والأربعين، وبصورة أساسية في الشبات. وفي يوم قيامة ربنا، وهو يوم الرب، تجمّعوا بنشاطٍ أكبر، مسبّحين الربّ الذي خلق الكون بيسوع، وأرسله إلينا، وتكرّم بالسماح له بالتضحية، وبعثه من الموت. فأي عذرٍ يقدمه للربّ أولئك الذين لا يجتمعون في ذلك اليوم لسماع كلمة الخلاص عن القيامة، والتي نصلي بها ثلاث مرات قائمين في ذكرى من قام بعد ثلاثة أيام، ويتمّ به قراءة الأنبياء، والتبشير بالإنجيل، وتقديم القرابين، والأكل المقدس؟
في رسالة الديداخي، أمر تلاميذ المسيح الاثنا عشر المؤمنين «اجتمعوا كل يوم أحد، وتناولوا الخبز واشكروا، واعترفوا أولًا بخطاياكم، لكي تكون ذبيحتكم نقية». حتى انعقاد مجمع لاوديكيا، «عظّمت العديد من الكنائس المسيحية يوم السبت». كما التزمت به في القرن الرابع الكنيسة المشرق القديمة، وفي القرن السادس الكنائس الكلتية. دعا غريغوريوس أسقف نيصص، الأسقف من القرن الرابع، المؤمنين إلى الالتزام بالسبت السابع ويوم الرب: «بأي عين تنظرون إلى يوم الرب، أنتم الذين دنستم يوم السبت؟ ألا تعلمون أن هذين اليومين متلازمان، وأنّكم إذا أسأتُم في أحدهما، فإنكم تسيئون للآخر؟» بالرغم من ذلك، صرح يوهان لورينز فون موزهايم أن الاحتفال بالشبات العبري ويوم الرب كان موجودًا في الغالب في تجمعات اليهود الذين تحولوا إلى المسيحية واختفت تدريجيًا؛ في المقابل، كان الاحتفال بيوم الرب من سمات كافة التجمعات المسيحية.